# Pseudocleruchus triclavatus
Pseudocleruchus triclavatus är en stekelart som beskrevs av Donev och Huber 2002. Pseudocleruchus triclavatus ingår i släktet Pseudocleruchus och familjen dvärgsteklar.
Artens utbredningsområde är Bulgarien. Inga underarter finns listade i Catalogue of Life.